# Municipio di Eisenach
Il municipio di Eisenach (in tedesco Rathaus Eisenach) è il palazzo municipale della città tedesca di Eisenach.

## Storia
Costruito nel XVI secolo, fu ricostruito in stile rinascimentale nel 1636 dopo un incendio.

## Caratteristiche
Si tratta di un edificio a pianta rettangolare, a tre piani, sormontato da una torre con lanterna.

## Riproduzione modellistica
Il municipio di Eisenach fu riprodotto dalla ditta Auhagen per le scale H0 e TT.